# Liste der Stadtteile des Tokioter Bezirks Ōta
Diese Liste der Stadtteile des Tokioter Bezirks Ōta zählt alle heutigen Ortsteile auf dem Gebiet von Ōta, Präfektur Tokio im Süden von Tokio auf. Aufgeführt werden nur die klar abgegrenzten Gebiete, die auch für Postadressen in Japan verwendet werden.
Die meisten Stadtteile bestehen aus mehreren nummerierten Vierteln (japanisch 丁目, chōme), die in der Regel mehrere Blocks umfassen. In einigen Tokioter Bezirken werden mehrere Stadtteile zu einem Gebiet (地域, chiiki; oft auch 地区, chiku) zusammengefasst, für das bestimmte Verwaltungsaufgaben gemeinsam ausgeführt werden. Die Stadtverwaltung Ōta unterscheidet vier Gebiete: Ōmori, Chōfu, Kamata und Kōjiya-Haneda. Dabei entsprechen die beiden nördlichen Gebiete Ōmori und Chōfu weitgehend dem ehemaligen Stadtbezirk Ōmori der früheren Stadt Tokio, die beiden südlichen Gebiete Kamata und Kōjiya-Haneda dem ehemaligen Stadtbezirk Kamata. Aus den beiden Stadtbezirken, die 1932 aus Teilen des eingemeindeten Landkreises Ebara entstanden waren, wurde nach der Auflösung der Stadt Tokio der „Sonderbezirk“ Ōta geschaffen. Die Inseln im Osten von Ōta in den Gebieten Ōmori und Kōjiya-Haneda sind künstlich geschaffen.
Die Liste ist gruppiert nach Gebieten und lateinisch alphabetisch sortiert. Die Nummern der chōme sind gegebenenfalls hinter dem Namen aufgeführt. Mit * markierte Stadtteile erstrecken sich in mehrere Gebiete
- Gebiet Chōfu
  - Chidori 1–3*
  - Den’en-Chōfu 1–5
  - Den’en-Chōfu-Honchō
  - Den’en-Chōfu-Minami
  - Higashi-Minemachi
  - Higashi-Yukigaya 1–5
  - Ikegami 3*
  - Ishikawachō 1–2
  - Kamiikedai 1–5
  - Kita-Minemachi
  - Kita-Senzoku 1–3
  - Kugahara 1–6
  - Minami-Kugahara 1–2
  - Minami-Senzoku 1–3
  - Minami-Yukigaya 1–5
  - Naka-Ikegami 1–2
  - Nishi-Minemachi
  - Unoki 1–3
  - Yukigaya-Ōtsukamachi
- Gebiet Kamata
  - Chidori 1–3*
  - Higashi-Kamata 1–2
  - Higashi-Rokugō 1–3
  - Higashi-Yaguchi 1–3
  - Kamata 1–5
  - Kamata-Honchō 1–2
  - Minami-Kamata 1–3
  - Minami-Rokugō 1–3
  - Naka-Rokugō 1–4
  - Nishi-Kamata 1–8
  - Nishi-Kōjiya 1*
  - Nishi-Rokugō 1–4
  - Shin-Kamata 1–3
  - Shimomaruko 1–4
  - Tamagawa 1–2
  - Yaguchi 1–3
- Gebiet Kōjiya-Haneda
  - Haginaka 1–3
  - Haneda 1–6
  - Haneda-Asahichō
  - Haneda-Kūkō 1–3
  - Hon-Haneda 1–3
  - Higashi-Kōjiya 1–6
  - Kita-Kōjiya 1–2
  - Nishi-Kōjiya 1–4*
  - Ōmori-Higashi 4–5*
  - Ōmori-Minami 1–5
  - Ōmori-Naka 1–3*
- Gebiet Ōmori
  - Chūō 1–8
  - Furusato-no-Hamabe-Kōen
  - Heiwajima 1–6
  - Heiwa-no-Mori-Kōen
  - Higashi-Magome 1–2
  - Ikegami 1–8
  - Keihinjima 1–3
  - Jōnanjima 1–7
  - Kita-Magome 1–2
  - Minami-Magome 1–6
  - Naka-Magome 1–3
  - Nishi-Magome 1–2
  - Ōmori-Higashi 1–3*
  - Ōmori-Honchō 1–2
  - Ōmori-Kita 1–6
  - Ōmori-Naka 1–3*
  - Ōmori-Nishi 1–7
  - Sannō 1–4
  - Shōwajima 1–2
  - Tōkai 1–6